# Microsoft Office Outlook 2003
O Microsoft Office Outlook 2003 é um programa gerenciador de e-mails que faz parte do Pacote Microsoft Office. Com ele, basicamente, aprendemos a compartilhar informações, receber e enviar e-mail de uma maneira muito mais prática e fácil, ele também é um calendário completo, onde você pode agendar seus compromissos diários, semanais e mensais com muito mais rapidez e eficiência. 
Ele traz também um rico gerenciador de contatos, onde você pode além de cadastrar o nome e e-mail de seus contatos, todas as informações relevantes sobre ele, como endereço, telefones, Ramo de atividade, detalhes sobre emprego, Apelido, etc. Trás também um Gerenciador de tarefas, o qual você pode organizar em forma de lista, tendo assim uma visão geral detalhada sobre determinada atividade a ser realizada. 
Conta ainda com um campo de anotações, onde ele simula aqueles papeis amarelos pequenos auto-adesivos como pequenos lembretes. Ele traz também diversos painéis como o Painel de Navegação que lhe ajuda a organizar, criar, exibir, editar e até personalizar seu próprio Outlook deixando-o com a aparência que mais lhe agrada.